# DanMARC2

danMARC2 er det officielle danske format til katalogisering af bibliografiske data til brug for bibliotekssystemer. Det blev udviklet i enighed mellem folkebiblioteker, forskningsbiblioteker og Nationalbiografien og  vedtaget i december 1996. Det er en variant af det internationale format MARC, men danMARC2 indeholder bl.a. særlige felter vedr. biblioteksafgift og danske emneord, som gør formatet ukompatibelt med MARC.
Eksempel på danMarc2 katalogisering fra DanBib:
```
001 00 *a98411055351458*b150002*c20040730*d20030611*fa 
004 00 *rn*ae 
008 00 *tm*lmul*na*v9 
009 00 *aa*gxe 
010 00 *aD912816308 
041 00 *aeng*adan 
245 00 *aWikipedia. The free encyclopedia 
260 00 *bWikipedia. 
504 00 *aOpbygget efter princippet om Open Source. Alle kan skrive nye opslagsord
        og forklaringer ind i leksikonnet, der således hele tiden er under udvikling.
        Findes på mange sprog, bl.a. 
631 00 *aleksika 
710 00 *aWikipedia.*bDC.Publisher 
856 00 *uhttp://www.wikipedia.org/ 
```

Posten kan også ses på Bibliotek.dk